# Las Estacas
Las Estacas es una aldea y una parroquia del concejo asturiano de Belmonte de Miranda, en España.
Tiene una superficie de 14,15 km², en la que habitan un total de 64 personas (INE 2011) repartidas entre las poblaciones de Acicorbo (Acicorvu), Balbona (Valbona), Carricedo (Carricéu) y Las Estacas.
La aldea de Las Estacas está a unos 10 kilómetros de Belmonte, la capital del concejo. Se encuentra al pie del Pico Corona y del Collado del Muro, por encima del arroyo de Las Dorniellas. A unos 620 metros sobre el nivel del mar, se accede a ella por la carretera AS-310 desde La Herrería. En ella habitan 29 personas (2005).Donde vive gente mayor como 